# سیارک ۶۱۵۱
سیارک ۶۱۵۱ (به انگلیسی: 6151 Viget، نامگذاری:1987WF) شش هزار و صد و پنجاه و یکمین سیارک کشف شده‌است که در ۱۹ نوامبر ۱۹۸۷ کشف شد.
قدر مطلق سیارک برابر ۱۳٫۶۰ است.